# 克里斯托瓦尔·门多萨
何塞·克里斯托瓦尔·乌尔塔多·德·门多萨-蒙蒂利亞（西班牙語：José Cristóbal Hurtado de Mendoza y Montilla；1811年3月5日—1812年3月21日），通稱克里斯托瓦尔·門多薩（Cristóbal Mendoza），為委内瑞拉政治家。後來於1811年時成為第一任委內瑞拉總統。